# Popil·li Lenat (senador)
Popil·li Lenat (llatí: Popillius Laenas) va ser un senador romà del segle i aC que formava part de la gens Popíl·lia, i era de la família dels Popil·li Lenat.
Va tenir una conversa privada amb Juli Cèsar al senat una mica abans del seu assassinat. Va atemorir Marc Juni Brutus i els altres conspiradors, que van pensar que Lenat estava revelant el complot. Aquest fet és conegut per Apià.